# كودوس (شركة إنتاج)
كودوس هي شركة إنتاج أفلام وتلفزيونية بريطانية. أنتجت مسلسلات تلفزيونية لصالح بي بي سي وITV والقناة الرابعة البريطانية وسكاي وأمازون ونتفليكس وتشمل إنتاجاتها Tin Star وبشر وBroadchurch وThe Tunnel و Grantchester وApple Tree Yard ويوتوبيا و Spooks (الولايات المتحدة: MI5 ) و Hustle و الحياة على المريخ . في عام 2007 ، تم التصويت لها كأفضل شركة إنتاج مستقل من قبل مجلة Broadcast . تأسست الشركة في عام 1992، منذ عام 2007 أصبحت جزءًا من مجموعة Shine . في عام 2007 ، أنشأت أيضًا وحدة الأفلام Kudos Pictures . في عام 2011 ، استحوذت نيوز كوربوريشن على مجموعة Shine Group بنسبة 100٪ 

## التاريخ
تأسست الشركة عام 1992. لفتت الشركة الانتباة الدولي مع دراما التجسس Spooks الحائزة على جائزة BAFTA ، والتي ظهرت لأول مرة على بي بي سي الأولى في 13 مايو 2002.

## الإنتاجات

### التلفاز
- تروي: سقوط مدينة : لـ بي بي سي الأولى ونتفليكس .[4][5]
- الزهور (السلسلة 2) للقناة 4 .[6]
- Tin Star (السلسلة 2) لـ Sky Atlantic وAmazon .[7]
- يوتوبيا لأمازون.

#### الحالية
- النفق . ثلاث مواسم (2013 و 2016 و 2017) لـ Sky Atlantic و كنال - بإجمالي 28 حلقة ، [8][9][10] وهي إعادة إنتاج لفيلم الجريمة السويدي / الدنماركي The Bridge مع سلسلة ثالثة قيد التطوير.[11]
- Tin Star لـ Sky Atlantic وأمازون - بإجمالي 10 حلقات. دراما الجريمة تدور أحداثها في بلدة جبلية اجتاحها عمال النفط المهاجرون ، بطولة تيم روث.
- Broadchurch : ثلاث مواسم (من 2013) لـ ITV - إجمالي 24 حلقة. مسلسل يستكشف ما يحدث عندما يصبح سكان بلدة ساحلية مركز تحقيق للشرطة وهيجان إعلامي عند اكتشاف جثة طفل. المسلسل من بطولة ديفيد تينانت ومن تأليف وإنشاء كريس شيبنال .[12]
- البشر : ثلاث مواسم للقناة 4 وAMC .[13] مقتبسه من دراما الخيال العلمي السويدية Real Humans . تدور أحداثها في يوم حاضر موازٍ حيث مكّنت التكنولوجيا الروبوتات من أن تصبح بشرية بحيث يكاد يكون من المستحيل تمييزها عن البشر. إنتاج مشترك مع الشركات الأصلية Matador Films و AMC.[14] أنشأها اثنان من الكتاب والمنتجين لسلسلة Wallander السويدية . الموسم الثالث قيد الإنتاج حاليًا.

### فيلم
- لقاء الناس سهل (1998)
- بين العمالقة (1998)
- نقي (2002)
- وعود شرقية (2007)
- ملكة جمال بيتيجرو تعيش ليوم واحد (2008)
- The Crimson Wing: Mystery of the Flamingos (2008) - فيلم وثائقي عن طيور النحام التي تم تصويرها في إفريقيا والتي تنتجها Disneynature
- وفاة رجل سيدات (2009)
- برايتون روك (2010)
- صيد سمك السلمون في اليمن (2011)
- الأشباح: الخير الأعظم (2015)

## روابط خارجية
- الموقع الرسمي
- Kudos في قاعدة بيانات الأفلام على الإنترنت